# 倫敦債務協定
倫敦債務協定 (德語：Londoner Schuldenabkommen)，是德意志聯邦共和國與債權國於1953年簽訂的債務減免條約。談判是於1953年2月27日到8月8日在英國倫敦進行。
倫敦債務協定涵蓋了第二次世界大戰前後不同類型的德國債務。其中部分直接來自對於二戰的賠償，部分來自一般的貸款，主要是由美國投資者借給德國企業和政府。德國從一戰後來自凡爾賽條約的160億德國馬克的債務還沒有償還，德國決定償還，這筆錢是欠政府和美國，法國和英國的私人銀行。另有160億德國馬克是美國戰後貸款。
倫敦債務協定將償還額減少了50％至大約150億德國馬克，還款期超過30年，對於快速增長的德國經濟影響不大。債務減免使德國的財政狀況好轉，催生了德國的經濟奇蹟。